# Khetà
Khetà (en rus: Хета) és un poble (un possiólok) del krai de Krasnoiarsk, a Rússia, que en el cens del 2010 tenia 368 habitants. Pertany al districte de Dudinka.